# Pitambara dawnana
Pitambara dawnana är en insektsart som beskrevs av William Lucas Distant 1912. Pitambara dawnana ingår i släktet Pitambara och familjen Lophopidae. Inga underarter finns listade i Catalogue of Life.